# 아그담구
아그담구(아제르바이잔어: Ağdam rayonu)는 아제르바이잔 남서부에 위치한 구로 행정 중심지는 아그담이며 면적은 1,150km2이다. 1993년 당시에는 163,400명이 거주하였다. 구 서반부 지역은 2020년까지 사실상 아르차흐 공화국의 실질적인 지배 상태에 있었으며, 아르차흐 공화국에서 자측이 점령한 아그담구 지역을 파괴시켰기 때문에 인구가 거의 없다. 현재 아제르바이잔 지배 하에 남아있는 아그담구 지역에는 국내실향민을 위한 정착촌이 건설되어 있다.
1993년 7월 29일에 채택된 유엔 안전 보장 이사회 결의 제853호는 아그담구를 점령하고 있는 아르메니아군의 무조건적인 철수를 요구하는 내용을 담고 있다.